# Phụ lưu số 9
Phụ lưu số 9 là một con sông đổ ra Sông Bùi. Sông có chiều dài 13 km và diện tích lưu vực là 20 km². Phụ lưu số 9 chảy qua các tỉnh Hà Nội, Hoà Bình.